# 生駒山ダービー
生駒山ダービー（いこまやまダービー/いこまさんダービー　生駒ダービーや阪奈ダービーとも）は日本プロサッカーリーグ（Jリーグ）のFC大阪と奈良クラブの直接対決のことを指す。

## ダービーの概要
後述する両クラブの本拠地が、大阪府と奈良県の府県境にある生駒山（標高642m）をまたぐことにちなんだものである
全国リーグ（JFL以上）での初対戦は、双方がJFL初昇格を果たした2015年であり、2022年JFLでは、奈良が優勝、FC大阪が2位でJ3昇格の成績案件をクリアし2023年にはJ3でもこのダービーが継続された。

## 本拠地
- ■FC大阪：花園1:東大阪市花園ラグビー場第1グラウンド
- ■奈良クラブ：ならでん→ロートF:奈良市鴻ノ池陸上競技場（2020年までならでんフィールド→2021年よりロートフィールド奈良）

## その他
- 金鳥S:長居球技場（当時金鳥スタジアム）
- ヤンマーS:長居陸上競技場（ヤンマースタジアム長居）
- ヤンマーF:長居第2陸上競技場（ヤンマーフィールド長居）
- JG堺:堺市立サッカー・ナショナルトレーニングセンター（J-GREEN堺）
- 服部陸:服部緑地陸上競技場（2019-2022年度までのFC大阪の実質的な本拠地の一つ）
- 花園2:東大阪市花園ラグビー場第2グラウンド（2020-2022年度までのFC大阪の実質的な本拠地の一つ）
- 橿原:奈良県立橿原公苑陸上競技場

## 過去の対戦
■FC大阪：8勝
■奈良クラブ:5勝
7引き分け・1中止
2015-18年のJFLは2シーズン制だったため、便宜上第1ステージを「前期」、第2ステージを「後期」と表記する。
| 年     | 月日     | 時期 | 時期       | 会場      | ホーム | 得点  | アウェイ | 観客数 |
| ------ | -------- | ---- | ---------- | --------- | ------ | ----- | -------- | ------ |
| 2015年 | 3月29日  | JFL  | 前期第4節  | 橿原      | 奈良   | 1 - 1 | FC大阪   | 812    |
| 2015年 | 7月25日  | JFL  | 後期第6節  | 金鳥S     | FC大阪 | 0 - 1 | 奈良     | 1568   |
| 2016年 | 3月27日  | JFL  | 前期第4節  | 橿原      | 奈良   | 0 - 2 | FC大阪   | 1465   |
| 2016年 | 7月24日  | JFL  | 後期第6節  | ヤンマーF | FC大阪 | 0 - 1 | 奈良     | 983    |
| 2017年 | 3月5日   | JFL  | 前期第1節  | JG堺      | FC大阪 | 4 - 0 | 奈良     | 1523   |
| 2017年 | 11月2日  | JFL  | 後期第6節  | ならでん  | 奈良   | 0 - 0 | FC大阪   | 2868   |
| 2018年 | 4月29日  | JFL  | 前期第7節  | 金鳥S     | FC大阪 | 2 - 1 | 奈良     | 1465   |
| 2018年 | 10月27日 | JFL  | 後期第12節 | 橿原      | 奈良   | 0 - 2 | FC大阪   | 2359   |
| 2019年 | 5月4日   | JFL  | 第7節      | ヤンマーS | FC大阪 | 0 - 1 | 奈良     | 1602   |
| 2019年 | 11月10日 | JFL  | 第27節     | ならでん  | 奈良   | 1 - 1 | FC大阪   | 5102   |
| 2020年 | 6月20日  | JFL  | 第12節     | ならでん  | 奈良   | 中止  | FC大阪   | -      |
| 2020年 | 11月22日 | JFL  | 第29節     | 服部陸    | FC大阪 | 2 - 1 | 奈良     | 983    |
| 2021年 | 6月27日  | JFL  | 第14節     | 花園2     | FC大阪 | 1 - 1 | 奈良     | 587    |
| 2021年 | 11月2日  | JFL  | 第27節     | ロートF   | 奈良   | 5 - 0 | FC大阪   | 1186   |
| 2022年 | 6月4日   | JFL  | 第10節     | 服部陸    | FC大阪 | 0 - 0 | 奈良     | 1117   |
| 2022年 | 9月30日  | JFL  | 第20節     | 橿原      | 奈良   | 3 - 1 | FC大阪   | 1186   |
| 2023年 | 5月13日  | J3   | 第10節     | ロートF   | 奈良   | 0 - 1 | FC大阪   | 1521   |
| 2023年 | 8月20日  | J3   | 第23節     | 花園1     | FC大阪 | 0 - 1 | 奈良     | 4467   |
| 2024年 | 6月2日   | J3   | 第15節     | 花園1     | FC大阪 | 0 - 0 | 奈良     | 6459   |
| 2024年 | 10月12日 | J3   | 第32節     | ロートF   | 奈良   | 0 - 1 | FC大阪   | 3951   |
| 2025年 | 6月30日  | J3   | 第18節     | 花園      | FC大阪 | １-１ | 奈良     | 3621   |
| 2025年 | 9月27日  | J3   | 第29節     | ロートF   | 奈良   |       | FC大阪   |        |